# サウルクラスチ
サウルクラスチ（ラトビア語:Saulkrasti ( pronunciation; ドイツ語: Neubad, ラトビア語で「太陽の海岸」の意 )は、ラトビアのサウルクラスチ市（ラトビア語: Saulkrastu novads）内の町とその行政センター。
同国中部のリガ湾の東岸に位置し、首都リガから40km、1933年に建てられ、海抜13メートル、面積4.8平方キロメートル、2010年の人口は3299人。

## 歴史

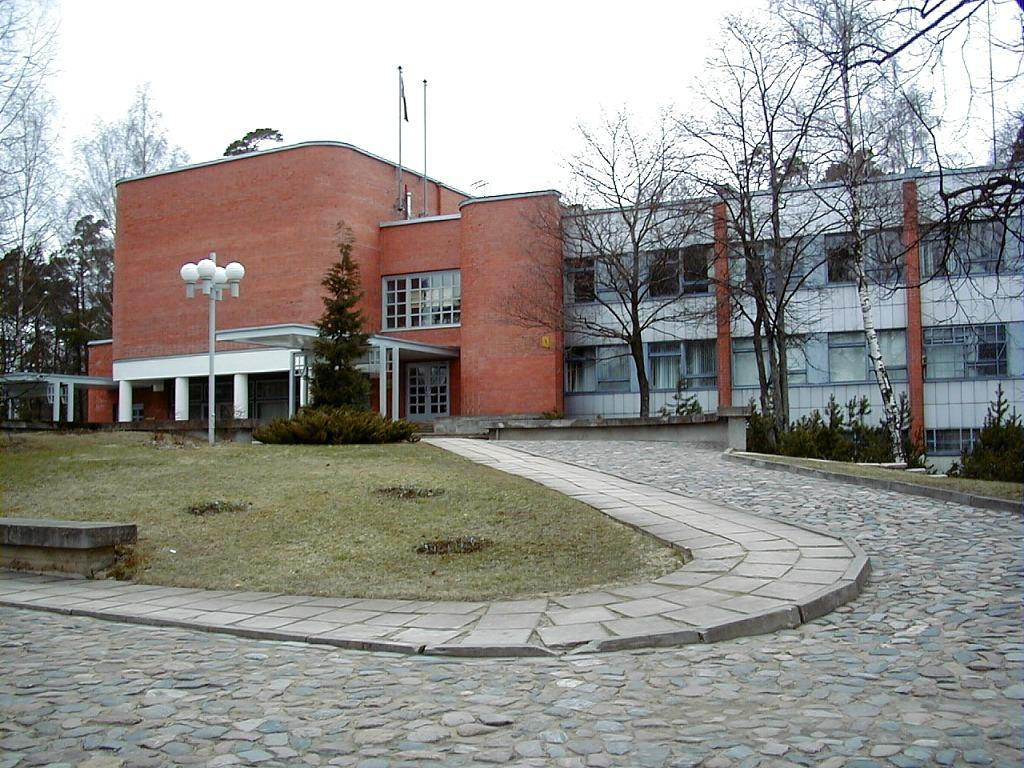
サウルクラスチ・タウンホール

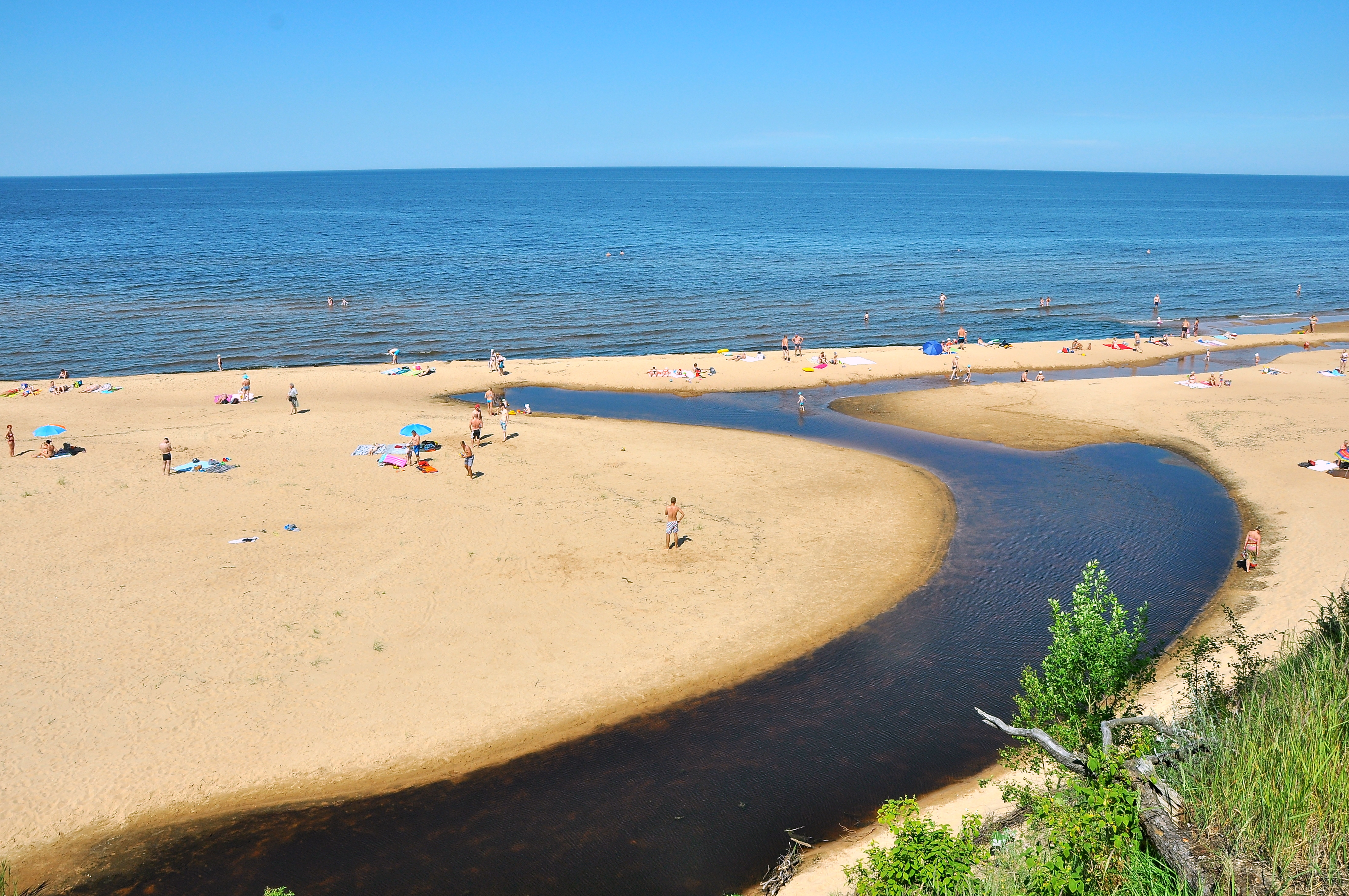
サウルクラスチの海岸

### 関連文献
- Pormanis, I. (1963) (Latvian). Pa Vidzemes jūrmalu [Along Vidzeme seashore]. Rīga: Latvijas Valsts izdevniecība (英語: Latvia State Press)